# Championnat du monde de vitesse moto 1971
Navigation
Édition précédente Édition suivante
Le Championnat du monde de vitesse moto 1971 est la 23e saison de vitesse moto organisée par la FIM.

Ce championnat comporte douze courses de Grand Prix, pour cinq catégories : 500 cm3, 350 cm3, 250 cm3, 125 cm3 et 50 cm3.

## Attribution des points
Les points du championnat sont attribués aux dix premiers de chaque course :
| Classement | 1  | 2  | 3  | 4 | 5 | 6 | 7 | 8 | 9 | 10 |
| ---------- | -- | -- | -- | - | - | - | - | - | - | -- |
| Points     | 15 | 12 | 10 | 8 | 6 | 5 | 4 | 3 | 2 | 1  |

## Grands Prix
| N° | Course                            | Lieu         | Vainqueur 50 cm³ | Vainqueur 125 cm³ | Vainqueur 250 cm³ | Vainqueur 350 cm³ | Vainqueur 500 cm³ | Résultat |
| -- | --------------------------------- | ------------ | ---------------- | ----------------- | ----------------- | ----------------- | ----------------- | -------- |
| 1  | Grand Prix d'Autriche             | Salzburgring | Jan de Vries     | Angel Nieto       | Silvio Grassetti  | Giacomo Agostini  | Giacomo Agostini  | Résultat |
| 2  | Grand Prix d'Allemagne de l'Ouest | Hockenheim   | Jan de Vries     | Dave Simmonds     | Phil Read         | Giacomo Agostini  | Giacomo Agostini  | Résultat |
| 3  | Tourist Trophy                    | Île de Man   |                  | Chas Mortimer     | Phil Read         | Tony Jefferies    | Giacomo Agostini  | Résultat |
| 4  | Grand Prix des Pays-Bas           | Assen        | Angel Nieto      | Angel Nieto       | Phil Read         | Giacomo Agostini  | Giacomo Agostini  | Résultat |
| 5  | Grand Prix de Belgique            | Spa          | Jan de Vries     | Barry Sheene      | Silvio Grassetti  |                   | Giacomo Agostini  | Résultat |
| 6  | Grand Prix d'Allemagne de l'Est   | Sachsen      | Angel Nieto      | Angel Nieto       | Dieter Braun      | Giacomo Agostini  | Giacomo Agostini  | Résultat |
| 7  | Grand Prix de Tchécoslovaquie     | Brno         | Barry Sheene     | Angel Nieto       | János Drapál      | Jarno Saarinen    |                   | Résultat |
| 8  | Grand Prix de Suède               | Anderstorp   | Angel Nieto      | Barry Sheene      | Rodney Gould      | Giacomo Agostini  | Giacomo Agostini  | Résultat |
| 9  | Grand Prix de Finlande            | Imatra       |                  | Barry Sheene      | Rodney Gould      | Giacomo Agostini  | Giacomo Agostini  | Résultat |
| 10 | Grand Prix d'Ulster               | Dundrod      |                  |                   | Ray McCullough    | Peter Williams    | Jack Findlay      | Résultat |
| 11 | Grand Prix des Nations            | Monza        | Jan de Vries     | Gilberto Parlotti | Gyula Marsovsky   | Jarno Saarinen    | Alberto Pagani    | Résultat |
| 12 | Grand Prix d'Espagne              | Jarama       | Jan de Vries     | Angel Nieto       | Jarno Saarinen    | Teuvo Lansivuori  | Dave Simmonds     | Résultat |

## Résultats de la saison

### Championnat 1971 catégorie 500 cm³
| Clas. | Pilote           | Pays             | Constructeur | Points | Victoires |
| ----- | ---------------- | ---------------- | ------------ | ------ | --------- |
| 1     | Giacomo Agostini | Italie           | MV Agusta    | 90     | 8         |
| 2     | Keith Turner     | Nouvelle-Zélande | Suzuki       | 58     | 0         |
| 3     | Rob Bron         | Pays-Bas         | Suzuki       | 57     | 0         |
| 4     | Dave Simmonds    | Royaume-Uni      | Kawasaki     | 52     | 1         |
| 5     | Jack Findlay     | Australie        | Suzuki       | 50     | 1         |
| 6     | Éric Offenstadt  | France           | Kawasaki     | 32     | 0         |
| 7     | Tommy Robb       | Royaume-Uni      | Seeley       | 31     | 0         |
| 8     | Alberto Pagani   | Italie           | MV Agusta    | 29     | 1         |
| 9     | Karlo Koivuniemi | Finlande         | Seeley       | 24     | 0         |
| 10    | Ron Chandler     | Royaume-Uni      | Kawasaki     | 19     | 0         |

### Championnat 1971 catégorie 350 cm³
| Clas. | Pilote           | Pays        | Constructeur | Points | Victoires |
| ----- | ---------------- | ----------- | ------------ | ------ | --------- |
| 1     | Giacomo Agostini | Italie      | MV Agusta    | 90     | 6         |
| 2     | Jarno Saarinen   | Finlande    | Yamaha       | 63     | 2         |
| 3     | Ivan Carlsson    | Suède       | Yamaha       | 39     | 0         |
| 4     | Theo Bult        | Pays-Bas    | Yamaha       | 36     | 0         |
| 5     | Paul Smart       | Royaume-Uni | Yamaha       | 34     | 0         |
| 6     | Werner Pfirter   | Suisse      | Yamaha       | 33     | 0         |
| 7     | Bo Granath       | Suède       | Yamaha       | 30     | 0         |
| 7     | László Szabó     | Hongrie     | Yamaha       | 29     | 0         |
| 9     | Tony Jefferies   | Royaume-Uni | Yamaha       | 25     | 1         |
| 10    | Teuvo Lansivuori | Finlande    | Yamaha       | 25     | 1         |

### Championnat 1971 catégorie 250 cm³
| Clas. | Pilote           | Pays                 | Constructeur | Points | Victoires |
| ----- | ---------------- | -------------------- | ------------ | ------ | --------- |
| 1     | Phil Read        | Royaume-Uni          | Yamaha       | 73     | 3         |
| 2     | Rodney Gould     | Royaume-Uni          | Yamaha       | 68     | 2         |
| 3     | Jarno Saarinen   | Finlande             | Yamaha       | 64     | 1         |
| 4     | John Dodds       | Australie            | Yamaha       | 59     | 0         |
| 5     | Dieter Braun     | Allemagne de l'Ouest | Yamaha       | 58     | 1         |
| 6     | Gyula Marsovsky  | Suisse               | Yamaha       | 57     | 1         |
| 7     | Silvio Grassetti | Italie               | MZ           | 43     | 2         |
| 8     | Chas Mortimer    | Royaume-Uni          | Yamaha       | 42     | 0         |
| 9     | János Drapál     | Hongrie              | Yamaha       | 26     | 1         |
| 10    | Theo Bult        | Pays-Bas             | Yamaha       | 22     | 0         |

### Championnat 1971 catégorie 125 cm³
| Clas. | Pilote            | Pays                 | Constructeur | Points | Victoires |
| ----- | ----------------- | -------------------- | ------------ | ------ | --------- |
| 1     | Angel Nieto       | Espagne              | Derbi        | 87     | 5         |
| 2     | Barry Sheene      | Royaume-Uni          | Suzuki       | 79     | 3         |
| 3     | Börje Jansson     | Suède                | Maico        | 64     | 0         |
| 4     | Dieter Braun      | Allemagne de l'Ouest | Maico        | 54     | 0         |
| 5     | Chas Mortimer     | Royaume-Uni          | Yamaha       | 48     | 1         |
| 6     | Dave Simmonds     | Royaume-Uni          | Kawasaki     | 48     | 1         |
| 7     | Gert Bender       | Allemagne de l'Ouest | Maico        | 41     | 0         |
| 8     | Gilberto Parlotti | Italie               | Morbidelli   | 39     | 1         |
| 9     | Kent Andersson    | Suède                | Yamaha       | 30     | 0         |
| 10    | Jurgen Lenk       | Allemagne de l'Est   | MZ           | 27     | 0         |

### Championnat 1971 catégorie 50 cm³
| Clas. | Pilote                | Pays                 | Constructeur | Points | Victoires |
| ----- | --------------------- | -------------------- | ------------ | ------ | --------- |
| 1     | Jan de Vries          | Pays-Bas             | Kreidler     | 75     | 5         |
| 2     | Angel Nieto           | Espagne              | Derbi        | 69     | 3         |
| 3     | Jos Schurgers         | Pays-Bas             | Kreidler     | 42     | 0         |
| 4     | Herman Meyers         | Pays-Bas             | Jamathi      | 41     | 0         |
| 5     | Rudolf Kunz           | Allemagne de l'Ouest | Kreidler     | 36     | 0         |
| 6     | Aalt Toersen          | Pays-Bas             | Jamathi      | 24     | 0         |
| 7     | Barry Sheene          | Royaume-Uni          | Kreidler     | 23     | 1         |
| 8     | Gilberto Parlotti     | Italie               | Derbi        | 22     | 0         |
| 9     | Frederik Van Dehoeven | Pays-Bas             | Derbi        | 22     | 0         |
| 10    | Jan Bruins            | Pays-Bas             | Kreidler     | 19     | 0         |